# XIV Festival de la Societat Internacional per la Música Contemporània
El XIV Festival de la Societat Internacional per la Música Contemporània (SIMC) (International Society for Contemporary Music) es va celebrar l'any 1936 a Barcelona. En ocasió d'aquesta celebració es van reunir, durant la setmana compresa entre els dies 18 i 25 d'abril de 1936, molts dels compositors, teòrics, musicòlegs i intèrprets més rellevants de l'escena musical internacional d'aleshores. El festival va representar una sèrie de concerts públics realitzats en diversos espais de la ciutat (Palau de la Música Catalana, Palau Nacional de Monjuïc, Casal del Metge…). També va comptar amb altres activitats com una recepció oficial al Palau de la Generalitat, excursions a Montserrat i altres indrets del país i un Festival de danses i ballets de les diverses regions hispàniques.
Cal destacar també la coincidència en el temps amb el III Congrés Internacional de Musicologia organitzat al seu torn per la Societat Internacional de Musicologia. La voluntat de fer coincidir ambdues celebracions a la mateixa ciutat va ser compartida en les dues edicions anteriors d'aquest Congrés (de caràcter triennal) malgrat la impossibilitat de celebrar-lo, en el mateix lloc que el Festival de la Societat Internacional per la Música Contemporània, en l'edició de 1933.

## Precedents i context
L'elecció de la ciutat de Barcelona com amfitriona del XIV Festival de la Societat Internacional per la Música Contemporània i del III Congrés Internacional de Musicologia va ser presa l'any 1933 en el marc de l'Assemblea del II Congrés Internacional de la SIM a la ciutat anglesa de Cambridge. La candidatura va ser proposada i defensada pel musicòleg Higini Anglès qui juntament amb Robert Gerhard esdevingueren el tàndem garant de la projecció internacional catalana i els referents en els camps de l'estudi musicològic i de la composició respectivament. Cal destacar també la gran contribució pública de les administracions republicanes catalanes (Ajuntament de Barcelona i Generalitat Republicana de Catalunya) en forma de subvencions que ascendiren a 250.000 pessetes. Durant els anys i mesos anteriors a la celebració del Festival (i també al Congrés de Musicologia) hi va haver moments de dubte al voltant de la capacitat logística de celebrar aquests esdeveniments donada la convulsió política i la inestabilitat existent.No obstant, la determinació de celebrar el Festival es va imposar.
Les obres que es van interpretar en els diferents concerts de la setmana i que per tant formaren part del programa oficial del XIV Festival foren escollides per un jurat que l'Assemblea de Delegats de la Societat havia nomenat a Praga l'any anterior. Aquest jurat internacional, que es reuní i deliberà a Barcelona entre els dies 28 de desembre de 1935 i l'1 de gener de 1936, va estar format per Ernest Ansermet, Joan Lamote de Grignon i Bocquet, Anton Webern, Bolesław Woytowicz i presidit pel professor Edward J. Dent.
La major part de les obres que s'interpretaren en els concerts d'aquesta setmana foren estrenes. D'altres potser havien tingut ja una primera audició (el 5è Quartet de Béla Bartók, per exemple, ja s'havia escoltat a la ciutat de Washington DC un any abans) però en tot cas que fossin seleccionades i programades en els concerts oficials del Festival de la SIMC representava una projecció molt important per a l'obra i per l'autor.
En el Primer Concert d'Orquestra del 19 d'abril es va estrenar el Concert per a violí i orquestra "A la memòria d'un àngel" d'Alban Berg amb el violinista Louis Krasner com a solista. L’obra va tenir un fort impacte i impressionà molts dels assistents. El concert adquirí una qualitat d'homenatge pòstum al compositor que havia mort pocs mesos abans. Per aquest motiu també es programaren a la mateixa sessió Tres fragments de l’òpera Wozzeck (estrenada el 1925) del mateix compositor.

## Programa dels concerts[3]
| Data i lloc                                   | Compositos i composicions | Intèrprets |
| --------------------------------------------- | --- | --- |
| 19 d'abril, 11:15 Palau de les Belles Arts 0  | Wladimir Vogel: Devise Josep Maria Ruera: Tres moviments simfònics Ricard Lamote de Grignon: Joan de l'Os Florent Schmitt: Dyonisiaques | Mercè Plantada, soprano; Ricard Fuster, baríton; Conrad Giralt, baix Orfeó de Sants, Orfeó Gracienc, Schola Cantorum de Sant Miquel Arcàngel Banda Municipal de Barcelona – Ricard Lamote de Grignon          |
| 19 d'abril, 17:30 Palau de la Música Catalana | Edmund von Borck: Preludi i Fuga Robert Gerhard: Ariel Ernst Krenek: Fragments de Karl V Alban Berg: Concert per a violí Fragments de Wozzeck | Leonor Meyer, soprano Louis Krasner, violí Orquestra Pau Casals – Ernest Ansermet, Hermann Scherchen |
| 20 d'abril, 22:00 Palau de la Música Catalana | Robert Blum: Three Psalms Ludwig Zenk: Sonata per a piano Mark Brunswick: Dos moviments per a quartet de corda Václav Kaprál: Cançons de bressol, per a soprano i petita orquestra Jacques Ibert: Concertino da camera | Alice Frey i Jurmila Vavrdová, sopranos Robert Georg, piano; Sigurd Raschèr, saxòfon Galimir Quartet Karel Ančerl, Ernest Ansermet i Jacques Ibert, directors                                                 |
| 21 d'abril, 18:00 Casal del Metge             | Walter Piston: Sonata per a flauta i piano Egon Wellesz: Sonets per a soprano i quartet de corda. Benjamin Britten: Suite per a violi i piano André Souris: Queiques airs de Clarisse de Jurenville, per a mezzosoprano i quartet de corda Manuel Blancafort: Tres peces per a piano.— Béla Bartók: Quartet de corda núm. 5 | Conxita Badia i Panny Cleve, sopranos; Marie Lancelot, contralt Antoni Brosa, violí; Esteve Gratacós, flauta Benjamin Britten, Winifred Hooke, Alejandro Vilalta, Pere Vallribera, piano Nou Quartet Hongarès |
| 22 d'abril, 22:00 Palau de la Música Catalana | Carl Ruggles: Sun Treader Albert Roussel: Simfonia núm. 4 Frank Martin: Concert per a piano. Rodolfo Halffter: Don Lindo de Almeria Marcel Mihalovici: Concert per a violí Roman Palester: Danses poloneses | Walter Frey, piano; Stefan Frankel, violí Orquestra Filharmònica de Madrid – Ernest Ansermet, Bartolomé Pérez Casas i Pedro Sanjuán                                                                           |
| 23 d'abril, 22:00 Palau de la Música Catalana | Lennox Berkeley: Simfonia Karl Alfred Deutsch Karol Szymanowski: Concert per a violí núm. 2 Federico Elizalde: Simfonia amb piano concertant Lars-Erik Larsson: Obertura | Leopold Querol, piano; Stefan Frankel, violí Orquestra Simfònica de Madrid – Enrique Fernández Arbós |

## Altres activitats
Per a tots els participant i assistents al XIV Festival de la Societat Internacional per la Música Contemporània, el Comitè de Barcelona de la SIMC organitzà visites guiades de la ciutat antiga i de la ciutat moderna així com als voltants més pintorescos de Barcelona.
Especial ressonància va tenir l'excursió i visita al Monestir de Montserrat del divendres, 24 d'abril; a més de conèixer de primera mà el llegat històric i musical que es conserva en aquest centre, els monjos i l'escolania oferiren un concert de polifonia religiosa hispànica dels segles XII al XVII. Aquesta activitat interessà especialment als participants del III Congrés Internacional de Musicologia que se celebrava a la ciutat comptal durant els mateixos dies.
Com a cloenda de les activitats musicals d'aquesta setmana, la tarda del dissabte, 25 d'abril, s'organitzà un "Festival de Danses i Ballets populars de diferents regions hispàniques" al Poble Espanyol de Barcelona, al peu de la muntanya de Montjuïc (Barcelona). Va ser en aquesta actuació de ballets populars on els compositors britànics Benjamin Britten i Lennox Berkeley, van inspirar-se per a compondre (conjuntament) la Mont Juic (suite).